# Карас Йон Степанович
Йон (Іван) Степанович Карас (рум. Ion Caras, нар. 11 вересня 1950 року) — радянський футболіст і молдовський футбольний тренер. Більшу частину ігрової кар'єри провів у «Ністру» (нині «Зімбру»).

## Кар'єра гравця
Карас почав свою ігрову кар'єру в 1971 році у складі «Ністру», клуб тоді носив назву «Молдова». Перші три сезони команда Караса виступала в Першій лізі, а в 1973 році клуб зайняв друге місце в турнірі і піднявся в еліту радянського футболу. У 1974 році Карас дебютував у Вищій лізі СРСР, всього зіграв в сезоні п'ять матчів. В середині 70-х Карас випав з основного складу «Ністру», тому його двічі здавали в оренду: спочатку в «Авіатор», потім в «Сперанца Дрокія». Після повернення в «Ністру» Карас пробув ще два сезони без ігрової практики, а потім у 1979 році знову став основним гравцем. У 1983 році команда знову підвищилася у Вищу лігу, але так і не змогла там закріпитися. Карас завершив кар'єру в 1986 році, маючи в активі 376 матчів і 26 голів за «Ністру».
Відрізнявся сильним дальнім ударом, часто забивав зі штрафних. У матчі Кубка СРСР 1984 року «Ністру» — «Динамо» Київ (2:4) забив обидва голи у ворота Віктора Чанова.

## Кар'єра тренера
У 1990 році Карас став тренером команди «Динамо Бендери» і допоміг клубу вийти у Другу лігу СРСР. У 1991 році він очолив свій колишній клуб «Зімбру», а потім шість років з невеликою перервою тренував збірну Молдови. Пізніше він тренував такі клуби, як «Тирасполь», «Агро», «Ністру» (Атаки), «Спортинг Кишинів» та «Політехніка Кишинів».
7 червня 2008 року він був знову запрошений на посаду головного тренера «Зімбру». Однак, після невдалих результатів у квітні 2009 року був звільнений.
9 січня 2012 року повторно прийшов до керівництва національною командою. Карас тренував збірну під час відбору на чемпіонат світу з футболу 2014, його команда посіла передостаннє місце в групі. У вересні 2014 року Карас був відсторонений від посади.